# مطار خشم القربة
مطار سنار (إياتا: GBU، إيكاو: HSKG) هو مطارٌ يخدم مدينتي خشم القربة وسد خشم القربة في السودان، ويعد المطار الأساسي فيها.